# Leucauge fastigata
Espèce
Synonymes
- Meta fastigata Simon, 1877
- Meta fastuosa Thorell, 1877
- Meta elegans Thorell, 1877

Leucauge fastigata est une espèce d'araignées aranéomorphes de la famille des Tetragnathidae.

## Distribution
Cette espèce se rencontre de l'Inde aux Philippines.

## Description
La carapace de la femelle holotype mesure 3,5 mm et l'abdomen 7 mm.

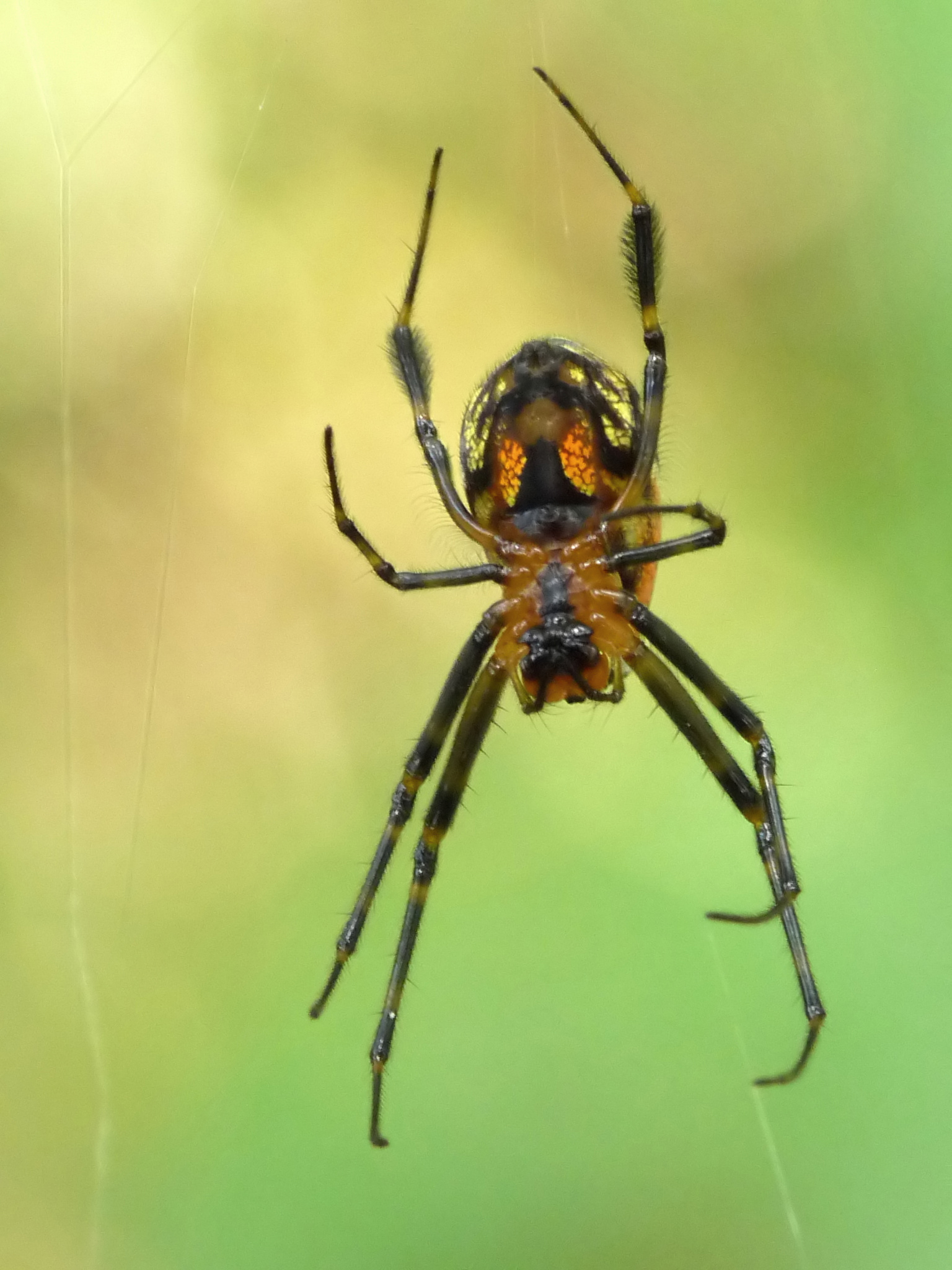
Leucauge fastigata
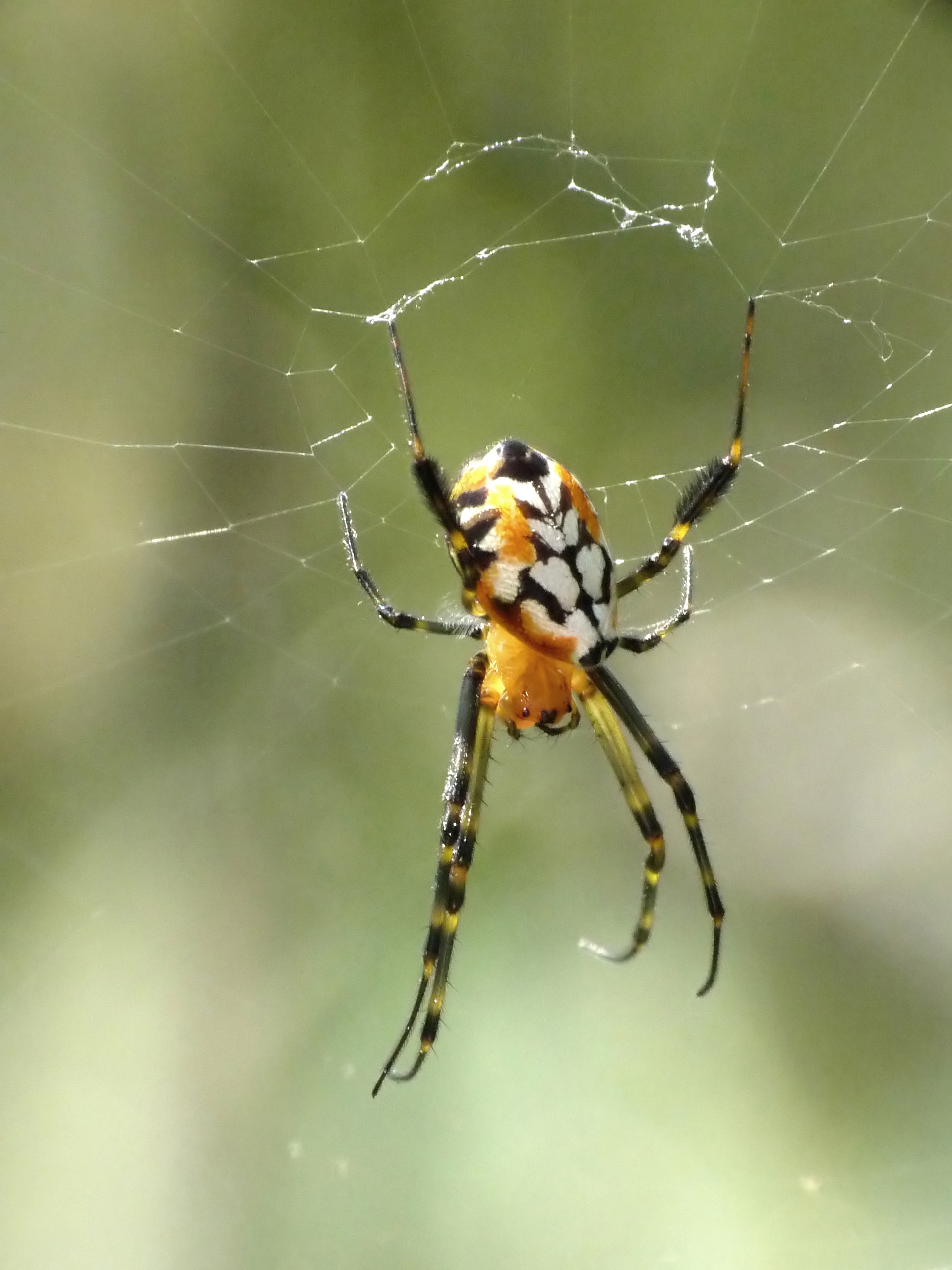
Leucauge fastigata
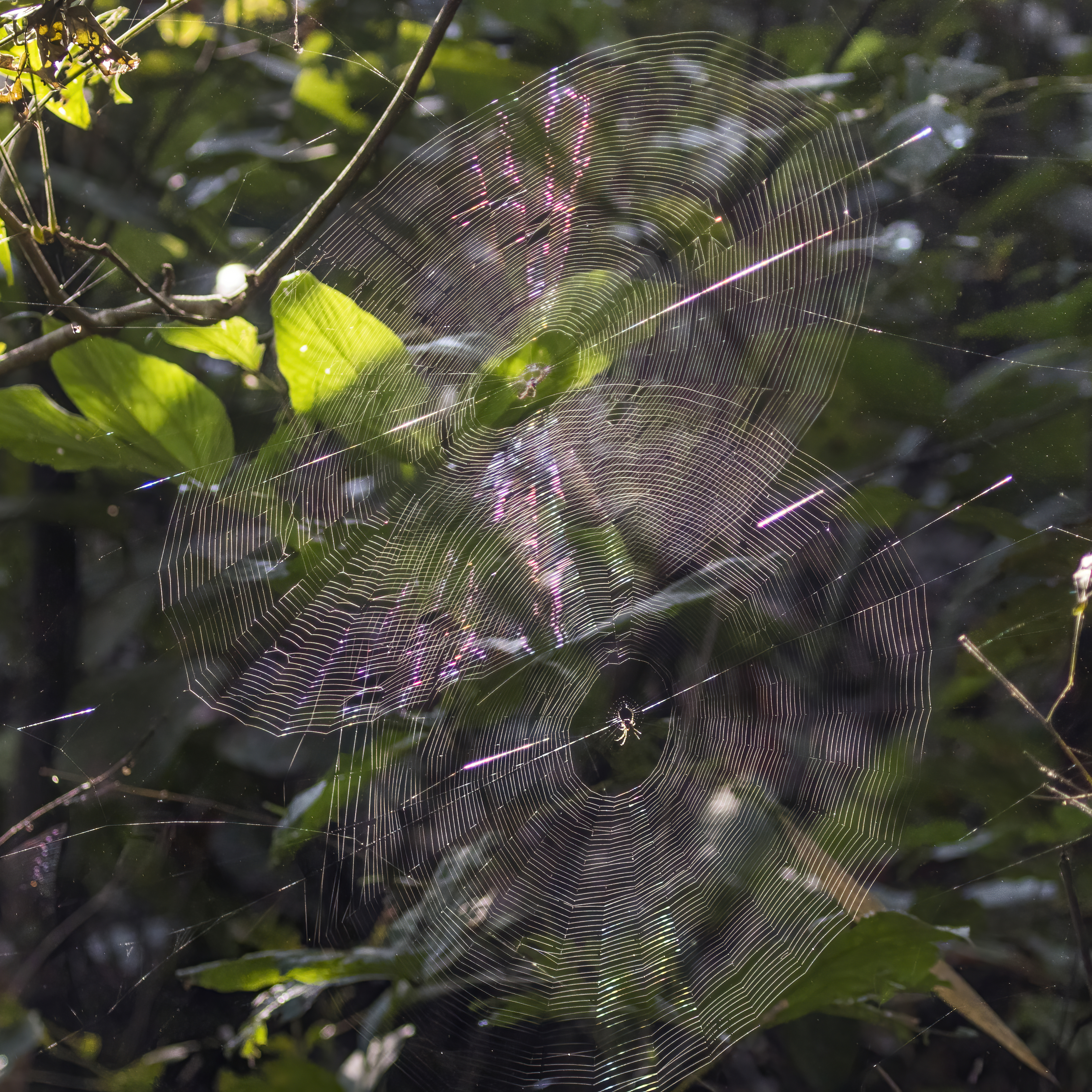
Leucauge fastigata et sa toile, dans le Madhya Pradesh en Inde.

## Liste des sous-espèces
Selon World Spider Catalog (version 20.5, 02/11/2019) :
- Leucauge fastigata (Simon, 1877)
- Leucauge fastigata korinchica Hogg, 1919 de Sumatra

## Systématique et taxinomie
Cette espèce a été décrite sous le protonyme Meta fastigata par Eugène Simon en 1877. Elle est placée dans le genre Callinethis par Thorell en 1887, dans le genre Argyroepeira par Simon en 1894, dans le genre Leucauge en 1905, dans le genre Opadometa par Archer en 1951 puis dans le genre Leucauge par Ballesteros et Hormiga en 2021.

## Publications originales
- Simon, 1877 : « Études arachnologiques. 5e Mémoire. IX. Arachnides recueillis aux îles Philippines par MM. G. A. Baer et Laglaise. » Annales de la Société Entomologique de France, sér. 5, vol. 7, p. 53-96 (texte intégral).
- Hogg, 1919 : « Spiders collected in Korinchi, West Sumatra by Messrs H. C. Robinson and C. Boden Kloss. » Journal of the Federated Malay States museums, vol. 8, no 3, p. 81-106.